# Старый Степанов
Старый Степанов (бел. Стары Сцепаноў) — упразднённая деревня в Храковичском сельсовете Брагинского района Гомельской области Беларуси.

## География

### Расположение
В 36 км на юго-запад от Брагина, 64 км от железнодорожной станции Хойники (на ветке Василевичи — Хойники от линии Калинковичи — Гомель), 153 км от Гомеля.

## Транспортная сеть
Транспортные связи по просёлочной, затем автомобильной дороге Комарин — Брагин.
Планировка состоит из прямолинейной улицы, ориентированной с юго-востока на северо-запад. Застроена деревянными домами усадебного типа.

## История
По письменным источникам известна с XIX века как деревня Степанов в Савицкой волости Речицкого повета Минской губернии.
В начале 1920-х годов деревня Степанов разделилась на две — Старый Степанов и Новый Степанов.
С 8 декабря 1926 года по 30 декабря 1927 года центр Старо-Степановского, с 1938 года до12 ноября 1966 года Степановскага сельсовета Комаринского района Речицкого, с 9 июня 1927 года Гомельского (с 26 июля 1930 года) округов, с 20 февраля 1938 года Полесской, с 8 января 1954 года Гомельской областей.
В 1931 году организован колхоз «Коминтерн», работала кузница. В 1959 году входила в состав совхоза «Савичи» (центр — деревня Савичи).
20 августа 2008 года деревня упразднена.

## Население
После катастрофы на Чернобыльской АЭС и радиационного загрязнения жители (30 семей) переселены в 1986 году в чистые места.

### Численность
- 2010 год — жителей нет

### Динамика
- 1908 год — 105 дворов 726 жителей
- 1959 год — 245 жителей (согласно переписи)
- 1986 год — жители (30 семей) переселены